# Aske (Yorkshire du Nord)
Pour les articles homonymes, voir Aske.
Aske est une paroisse civile du Yorkshire du Nord, en Angleterre.